# Coupe du monde de saut d'obstacles 1996-1997
Navigation
Édition précédente Édition suivante
La coupe du monde de saut d'obstacles 1996-1997 est la 19e édition de la coupe du monde de saut d'obstacles organisée par la FEI. La finale se déroule à Göteborg (Suède), en avril 1997.

## Classement après la finale
| Pos. | Cavalier         | Nationalité | Cheval              |
| ---- | ---------------- | ----------- | ------------------- |
| 1    | Hugo Simon       | Autriche    | E.T. FRH            |
| 2    | John Whitaker    | Royaume-Uni | Grannush et Welham  |
| 3    | Franke Sloothaak | Allemagne   | San Patrignano Joly |